# Герб сельского поселения Шереметьевское
Герб Шереметьевского сельского поселения Нижнекамского района Республики Татарстан Российской Федерации.
Герб утверждён Решением № 11 Совета Шереметьевского сельского поселения 16 июля 2007 года.
Герб внесён в Государственный геральдический регистр Российской Федерации под регистрационном номером 3599 и в Государственный геральдический реестр Республики Татарстан под № 106.

## Описание герба
«В лазоревом поле на зелёной оконечности три золотые сосны, средняя сосна выше и увенчана графской короной естественных цветов».

## Описание символики герба

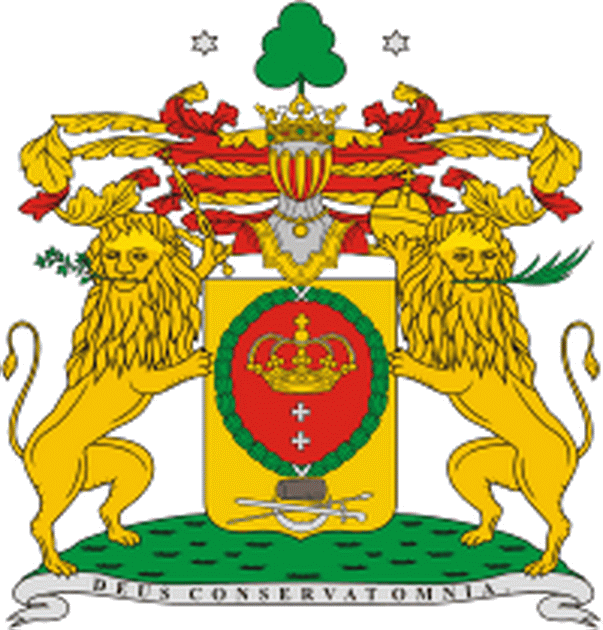
Герб рода графов Шереметьевых (Шереметевых)

Золотые сосны отражают природные особенности местности, окружённой сосновым бором. Деревья символизируют природное богатство и экологическую чистоту. Сосна в геральдике — символ долголетия, стойкости и силы характера. Образ трех сосен олицетворяет собой традиции дружбы народов, добрососедства, сотрудничества, стремления к созиданию и единству. Кроме этого, три сосны напоминают «Ш» — заглавную букву в названии административного центра сельского поселения — Шереметьево.
Село Шереметьево получило своё название по имени одного из представителей известнейшего в России древнего боярского рода Шереметевых, который приобрёл эту землю в середине XVIII века (до 1920 года — село Богородское-Шереметево). Шереметевы наладили здесь в промышленных масштабах кожевенное производство, которым прославилось село.
Взаимосвязь Шереметьевского сельского поселения и семьи Шереметевых, давшей России многих выдающихся деятелей, отражена в гербе изображением фигуры из герба рода графов Шереметьевых — золотой графской короны.
Зелёная оконечность аллегорически показывает природное богатство земли.
Золото — символ богатства, стабильности, урожая, уважения и интеллекта.
Серебро — символ чистоты, совершенства, мира и взаимопонимания.
Зелёный цвет — символ природы, здоровья, молодости и жизненного роста.
Синий цвет — символ чести, благородства, духовности, возвышенных устремлений.

## История герба
Герб разработан авторской группой Геральдического совета при Президенте Республики Татарстан совместно с Союзом геральдистов России в составе:
Рамиль Хайрутдинов (Казань), Радик Салихов (Казань), Ильнур Миннуллин (Казань), Константин Мочёнов (Химки), Кирилл Переходенко (Конаково), Оксана Афанасьева (Москва) при участии Александра Павлова (Шереметьевка).